# Se7en (cantor)
Choi Dong Wook (em coreano: 최동욱; nascido em 9 de novembro de 1984) mais conhecido como Seven (em coreano: 세븐) estilizado como Se7en, é um cantor e ator sul-coreano. Ele também expandiu sua carreira musical para o Japão, China e Estados Unidos.

## Carreira

### 2003: Estreia
Se7en começou a treinar na agência YG Entertainment com a idade de quinze anos. Após quatro anos de formação em voz e dança, fez sua estréia em 2003, com a canção "Come Back To Me". Ele lançou seu primeiro álbum Just Listen em 8 de março de 2003. Mais tarde nesse mesmo ano, recebeu o Prêmio de Melhor Iniciante da Mnet, que o descreveu como um super novato que só poderia ser rival do cantor Rain, embora ambos fossem amigos em seus anos de escola, ao lado de Boom.

### 2007–2009: Estreia nos Estados Unidos

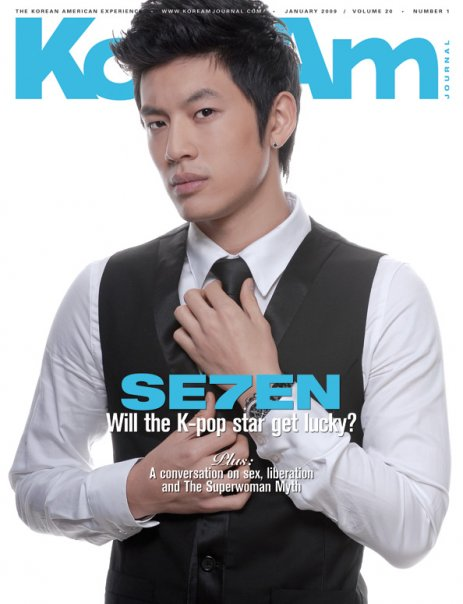
Se7en na capa da KoreAm, em janeiro de 2009

Se7en e a YG Family (incluindo BIGBANG, 2NE1, Jinusean, Gummy, PSY e Tablo) realizaram uma aparição no já extinto MTV K, seguido de três concertos em Washington DC, Nova York e Los Angeles, para celebrar o décimo aniversário da YG Family e para ajudar a promover Se7en antes de sua estréia estadunidense. Um documentário foi exibido pela MTV K em 11 de dezembro de 2006.
Mais tarde, Se7en participou da canção "Take Control" da cantora estadunidense Amerie, de seu álbum Because I Love It, lançado em maio de 2007,
através de uma versão remix disponível na versão asiática do álbum.

### 2010-2011: Retorno coreano e japonês
Se7en fez seu retorno oficial a Coreia do Sul, após três longos anos em 31 de julho de 2010, com o seu primeiro EP intitulado Digital Bounce. O álbum foi composto por seis músicas, incluindo uma participação de T.O.P do BIGBANG em sua faixa de mesmo nome e 
sua canção de estreia estadunidense intitulada "Money Can't Buy Me Love". Se7en começou suas promoções em outubro, com a música "I'm Going Crazy" que contou com a participação da atriz Park Han-Byul. Ao longo de seu retorno, Se7en compareceu em  muitos programas de variedades e até mesmo foi destaque no reality show de suas companheiras de gravadora 2NE1, onde descreveu suas dificuldades na América. Se7en terminou suas promoções no 30 de outubro de 2010.
Em 2011, Se7en havia revelado por meio do concerto do 2NE1 no Japão, que estava planejando um retorno ao país após sua pausa de quatro anos, desde 2007. Ele revelou que lançaria um álbum de conceito Pop e que seu primeiro fanmeet oficial seria realizado em 06 de novembro de 2011. Ele também anunciou que iria lançar um single digital intitulado "Angel", em novembro deste mesmo ano, e o lançamento de um álbum japonês completo ao lado de um álbum coreano em janeiro de 2012.
Se7en lançou seu segundo EP no dia 1 de fevereiro de 2012 com a faixa-título "When I Can't Sing." A faixa foi produzida e escrita por Park Jin-young , tornando-se a primeira colaboração oficial entre a YG Entertainment e a JYP Entertainment.

### 2013–2015: Serviço militar e fim de contrato com a YG Entertaiment
Em 18 março de 2013, Se7en foi recrutado no serviço militar obrigatório na Coreia do Sul na 306 Reserve em Uijeongbu, na província de Gyeonggi durante cinco semanas de treinamento básico seguido por 21 meses como soldado ativo. No mesmo dia, a YG Entertainment lançou o vídeo musical "THANK U (고마워)". Ele foi dispensado do serviço militar obrigatório em 28 de dezembro de 2014. Durante seu serviço militar, o contrato do cantor com a YG Entertainment expirou em fevereiro de 2015. Mais tarde, foi confirmado que eles mutuamente decidiram não renovar o contrato.

### 2016–presente: Retorno a música eI Am Se7en
Em 6 de julho de 2016, Se7en lançou "I'm Good", seu primeiro vídeo musical desde que deixou a YG Entertainment. Em 14 de outubro, ele lançou o EP I Am Se7en, seu primeiro álbum em quatro anos. O mesmo produziu a faixa-título "Give It to Me" e seu respectivo vídeo musical.

## Fã-clube
- Nome: Lucky 7
- Cor: Verde limão

## Vida pessoal
Em junho de 2009, Se7en reconheceu em seu site que ele e a atriz Park Han-Byul estavam em um relacionamento de sete anos, o casal se conheceu quando eram seniors na escola. Se7en havia negado anteriormente rumores de que eles eram um casal, a fim de proteger a privacidade de Park e deixar o relacionamento crescer naturalmente.
Em 23 de dezembro de 2014 um comunicado foi divulgado pela agência de Park Han-Byul afirmando que Park e Se7en haviam terminado seu relacionamento de 12 anos, mais cedo naquele ano. Em 6 de setembro de 2016, foi confirmado seu relacionamento com a atriz Lee Da-hae por suas respectivas agências, os dois já estavam namorando há um ano.

## Discografia
| Álbuns de estúdio - 2003: Just Listen - 2004: Must Listen - 2006: 24/SE7EN - 2006: Must Listen - 2006: First Se7en - 2006: Se7olution - 2012: 2nd Mini album - 2016: Dangerman | Extended plays (EPs) - 2010: Digital Bounce - 2012: When I Cant Sing - 2016: I Am Se7en |

## Turnês
- 'First SE7EN' Japan Yoyogi Concert (2006)
- 747 Live Concert (2007)
- 'Are U ready?' Japan Tour Concert (2007)
- SE7EN 10th Anniversary Talk Concert – 'Thank U' (2013)

## Filmografia

### Televisão
| Ano  | Nome           | Papel            |
| ---- | -------------- | ---------------- |
| 2007 | Prince Hours   | Kang Hoo/Lee Hoo |
| 2010 | Running Man    | Convidado (Ep 6) |
| 2010 | Happy Together | Ele mesmo        |
| 2010 | Strong Heart   | Ele mesmo        |
| 2012 | Strong Heart   | Ele mesmo        |
| 2016 | Happy Together | Ele mesmo        |